# Personenstandsrechtsreformgesetz
Das Personenstandsrechtsreformgesetz (PStRG) vom 19. Februar 2007 wurde am 9. November 2006 durch den Deutschen Bundestag beschlossen; am 15. Dezember 2006 erteilte der Bundesrat die erforderliche Zustimmung. Am 23. Februar 2007 wurde das Gesetz im Bundesgesetzblatt verkündet.
Art. 1 PStRG ist das neue Personenstandsgesetz (PStG), das nach Art. 5 Abs. 2 PStRG am 1. Januar 2009 in Kraft getreten ist. Bereits am Tag nach der Verkündung sind einzelne Vorschriften des neuen PStG in Kraft getreten, wie die Ermächtigungsgrundlagen zum Erlass von Ausführungsvorschriften, die Möglichkeit der Erprobung eines zentralen Landesregisters und eine neue Zuständigkeit für die Fortführung des Familienbuchs (Art. 5 Abs. 1 PStRG).
Das bislang geltende Personenstandsrecht mit dem Personenstandsgesetz von 1937 i. d. F. vom 8. August 1957 wurde durch das Personenstandsrechtsreformgesetz grundlegend reformiert. Insbesondere wurden elektronische Möglichkeiten der Registerführung und der Kommunikation mit dem Bürger sowie mit Behörden und anderen Stellen eingeführt.

## Reformbemühungen
Verschiedene Regelungen des PStG waren seit langem in der Diskussion der Standesbeamten. Den entscheidenden Ausschlag für eine konkrete Reform lieferte das „Volkszählungsurteil“ des Bundesverfassungsgerichts. 1984 wurde eine Bund/Länder-Arbeitsgruppe gebildet, die Vorschläge für ein Fünftes Gesetz zur Änderung des Personenstandsgesetzes 1937 erarbeiten sollte. Neben einigen familienpolitischen Reformen in dieser Zeit, wurden die Reformbemühungen durch die Deutsche Wiedervereinigung blockiert, die zunächst vorrangig ihren gesetzlichen Niederschlag finden musste.

## Gesetzgebungsverfahren
Zum Entwurf eines Personenstandsrechtsreformgesetzes hatte der Bundesrat am 14. Oktober 2005 eine Stellungnahme mit 48 Vorschlägen beschlossen. Die Gegenäußerung der Bundesregierung wurde am 15. Juni 2006 veröffentlicht. Die Reform wurde am 29. Juni 2006 in 1. Lesung beraten. Am 9. November 2006 stimmte der Bundestag in 2. und 3. Lesung dem durch den Innenausschuss des Bundestags veränderten Gesetzentwurf zu. Der Bundesrat hat dem Gesetz am 15. Dezember zugestimmt.
Das Personenstandsrechtsreformgesetz ändert zahlreiche Gesetze und Rechtsverordnungen. Mit der Bekanntmachung des Gesetzes im Bundesgesetzblatt traten Änderungen zu den Familienbüchern (§ 77 Abs. 1 Personenstandsgesetz) mit Wirkung vom 24. Februar 2007 in Kraft, die von faktischer Bedeutung für den Bürger sind. Die meisten Vorschriften wirken hingegen erst seit dem 1. Januar 2009. Die für die Reform erheblichen Übergangsvorschriften enden zum 31. Dezember 2013.

## Wesentliche Kernpunkte der Reform
- Die Einführung elektronischer Personenstandsregister anstelle der bisherigen Personenstandsbücher
- Die Begrenzung der Fortführung der Personenstandsregister durch das Standesamt sowie die Abgabe der Register an die Archive
- Die Ersetzung des Familienbuchs durch Beurkundungen in den Personenstandsregistern
- Die Reduzierung der Beurkundungsdaten auf das für die Dokumentation des Personenstandes erforderliche Maß
- Die Neuordnung der Benutzung der Personenstandsbücher
- Die Schaffung einer rechtlichen Grundlage für eine Testamentsdatei.

Insbesondere wurde durch die Umstellung der Personenstandsbeurkundungen von Papierbüchern auf elektronische Register mit Arbeitserleichterungen und Verbesserungen des Bürgerservices gerechnet. Wegen der Anschaffungs- oder Umstellungskosten für Geräte und Programme (bundesweit etwa 17 Mio. Euro jährlich) sind nennenswerte Kosteneinsparungen aber erst nach Ablauf der etwa 5-jährigen Umstellungsphase zu erwarten. Nach überschlägiger Berechnung führt die Einführung der Informationstechnik nach Abschluss der Umstellungsphase zu jährlichen Mehrausgaben von rund 14 Mio. Euro, denen Einsparungen von etwa 18 Mio. Euro gegenüberstehen, so dass sich per Saldo ein jährliches Einsparvolumen von 4 Mio. Euro ergibt.
Erhebliche Einsparungen werden bei den Standesämtern zudem durch den Wegfall des Familienbuches erwartet. Einem Einsparvolumen in Höhe von insgesamt rund 42 Mio. Euro jährlich stehen bis zum Abschluss der Rückführung der Familienbücher an das Standesamt der Eheschließung allerdings Ausgaben von etwa 57 Mio. Euro jährlich gegenüber. Nach Abschluss der Rückführungsaktion (etwa ab dem 6. Jahr nach Inkrafttreten der Reform) wirkt sich die durch den Wegfall des Familienbuchs bedingte Einsparung in vollem Umfang auf die kommunalen Haushalte aus. Auf der Grundlage dieser Berechnungen ist durch die Reform bei den Standesämtern langfristig insgesamt mit einem jährlichen Einsparvolumen von rd. 46 Mio. Euro zu rechnen.

### § 77 Abs. 1 Personenstandsgesetz – Familienbücher
Zuständig für die Fortführung des Familienbuchs zwischen dem 24. Februar 2007 und dem 1. Januar 2009 ist der Standesbeamte, der den Heiratseintrag für die Ehe führt. Das Familienbuch ist diesem Standesbeamten spätestens bei einem Anlass zur Fortführung oder der Beantragung der Benutzung des Familienbuchs zu übersenden. Ist die Ehe nicht in einem deutschen Heiratsbuch beurkundet, so ist der Standesbeamte zuständig, der am 24. Februar 2007 das Familienbuch führt.
Nicht mehr der Standesbeamte am Wohnsitz der Ehegatten, sondern der Standesbeamte, der den Heiratseintrag für die Ehe führt, ist zuständig; gibt es einen solchen Standesbeamten nicht, so verbleibt das Familienbuch bei dem am Stichtag zuständigen Standesbeamten. Die Regelung strebt für den Zeitraum zwischen Verkündung und Inkrafttreten des Gesetzes zweifache Wirkung an: Zum einen soll das aufwändige – u. U. mehrfache – Versenden des Familienbuchs an den jeweiligen Wohnsitz-Standesbeamten der Ehegatten entfallen; zum anderen wird vorgezogen die Möglichkeit eröffnet, das Familienbuch an den das Heiratsbuch führenden Standesbeamten abzugeben.
Für den Bürger hat dieses Verfahren in der Übergangszeit bis zum endgültigen Abschluss der Reform am 31. Dezember 2013 zur Folge, dass ihm der aktuelle Aufenthaltsort seines Familienbuches nicht mehr bekannt ist. Beglaubigte Abschriften aus dem Familienbuch sind dann nur noch am Standesamt seiner Heirat und – während bestehender Ehe – nicht mehr am Standesamt seiner Wohnsitzgemeinde erhältlich.

## Änderung von Bundesgesetzen
Durch das Personenstandsrechtsreformgesetz wurden folgende Bundesgesetze geändert:
1. Personenstandsgesetz (PStG)
2. Staatsangehörigkeitsgesetz (StAG)
3. Gesetz über die Änderung von Familiennamen und Vornamen (NamÄndG)
4. Minderheiten-Namensänderungsgesetz
5. Melderechtsrahmengesetz
6. Transsexuellengesetz (TSG)
7. Bundesvertriebenengesetz (BVFG)
8. Konsulargesetz (Deutschland) (KonsG)
9. Gesetz über die Statistik der Bevölkerungsbewegung und die Fortschreibung des Bevölkerungsstandes
10. Rechtspflegergesetz (RPflG)
11. Beurkundungsgesetz (BeurkG)
12. Strafvollzugsgesetz (StVollzG)
13. Zeugenschutz-Harmonisierungsgesetz
14. Gesetz über die Angelegenheiten der freiwilligen Gerichtsbarkeit (FGG)
15. Kostenordnung (KostO)
16. Einführungsgesetz zum Bürgerlichen Gesetzbuche (EGBGB)
17. Bürgerliches Gesetzbuch (BGB)
18. Familienrechtsänderungsgesetz
19. Lebenspartnerschaftsgesetz (LPartG)
20. Verschollenheitsgesetz
21. Adoptionswirkungsgesetz
22. Strafgesetzbuch (StGB)
23. Sechstes und Achtes Buch Sozialgesetzbuch (SGB VI / VIII)

## Inkrafttreten
Das Personenstandsrechtsreformgesetz ist am 1. Januar 2009 in Kraft getreten. Die Artikel 1 §§ 73 (Ermächtigungen zum Erlass von Rechtsverordnungen), 74 (Rechtsverordnungen der Landesregierungen) und 77 Abs. 1 (Zuständig für die Fortführung der Familienbücher) sowie Artikel 2 Abs. 13 (Gesetz über die Angelegenheiten der freiwilligen Gerichtsbarkeit) Nr. 4 § 82a Abs. 6 bis 8 sind bereits am 24. Februar 2007 (Tag nach der Verkündung des Gesetzes) in Kraft getreten.
Von praktischer Bedeutung für den Bürger sind aus der Liste der am 24. Februar 2007 in Kraft getretenen Übergangsregelungen zu den Familienbüchern (§ 77 Abs. 1 Personenstandsgesetz).